# A.J.
アレクサンダー・ジェームズ・マクリーン（Alexander James McLean 1978年1月9日-）は、アメリカ合衆国の歌手。フロリダを本拠地とするボーカルグループ、バックストリート・ボーイズのメンバー。「A.J.」若しくは、「A.J.マクリーン」として知られている。

## 来歴

### 生い立ち
フロリダ州ウェストパームビーチにて、母デニス･フェルナンデスと父ボブ・マクリーンの子として生まれる。4歳のときに両親が離婚、以後母親と祖父母に育てられる。1990年、母、祖父母とともに演劇および歌のキャリアアップのために同州オーランドに移住する。幾度となくニコロデオンやディズニーのオーディションを受け、同局の「Welcome Freshman」にて役を得、コメディー「Hi, Honey, I'm Home!」でシャンク役を演じた。しかし、間もなくプロデューサーの甥によって取って代わられた。

### 分身
「ジョニー･ノーネーム」という分身を作っている。バックストリート･ボーイズのほかのメンバーと共演しないときに使用している。ジョニーは、片親であることや、幼いことから祖父母と暮らしているなど、本人との共通点がある。一方、収監歴があるという違いもある。
ジョニーとしてニューヨーク周辺で活動もしている。JNN財団を立ち上げ、小児糖尿病研究や、学校での音楽チャリティーの為の基金を設けた。また、VH1の「Save the Music財団」の為に9都市をめぐるツアーも行った。
元来、分身は、「ジョニー・スード」という名前であったが、ブラッド・ピットが演じていた役と同名であり訴訟を起こすとされたため、ジョニー・ノーネームに変更した。

### Have It All
2008年3月、本人名義で初めての公演をロサンゼルスのAnaheim House of BluesとThe Roxyで行った。公演は自身のソロ曲や、バックストリート・ボーイズの「Incomplete」のソロバージョンで行われ、バックストリート・ボーイズのツアーと並行して5～6月のヨーロッパまで続いた。ソロプロジェクトは、ワンリパブリックのボーカルライアン・テダーやプロデューサのダン・マカラ、クリスチャン・ランディン、イン・シンクの元メンバーであるJC・シャゼイと共に行われている。
2010年1月20日、日本で12曲のアルバムがリリースされた。

### 私生活
ドラッグとアルコールの中毒となり、2001年と2002年にリハビリ施設に入る。ニュージーランドのラジオ局、ZMでのインタビューで、中毒から抜け出る間は大変な苦しみがあったことを告白している。2011年1月にはおもにアルコール中毒に関するチェックとして、3回目のチェックをリハビリ施設で受けている。NKOTBと合同のツアーの準備のため、最高のコンディションで、ファンに最高のステージを見せたい思いからだった。このことはツアーには影響を及ぼさなかった。
2010年の誕生日の1月9日にラスベガスで恋人であり、メイク担当のロシェル・カリディスと婚約した。その後2011年12月17日、ビバリーヒルズで結婚。出席したメンバー全員から祝福を受けた。翌2012年11月27日、長女 Ava Jaymes McLean誕生。

## ディスコグラフィー

### アルバム
| タイトル       | 備考                                                                                    | 最高位 |
| タイトル       | 備考                                                                                    | 日本   |
| -------------- | --------------------------------------------------------------------------------------- | ------ |
| Have It All    | - 発売日: 2010年1月20日 - レーベル: エイベックス - 発売形態: CD, デジタル・ダウンロード | 31     |
| Sex and Bodies | - レーベル: エイベックス - 発売形態: CD, デジタル・ダウンロード                         |        |

### シングル

#### メイン・アーティスト
| 年   | シングル           | 収録アルバム   |
| ---- | ------------------ | -------------- |
| 2010 | "Teenage Wildlife" | Have It All    |
| 2015 | "Live Together"    | アルバム未収録 |
| 2018 | "Night Visions"    | アルバム未収録 |
| 2019 | "Boy and a Man"    | アルバム未収録 |
| 2021 | "Love Song Love"   | アルバム未収録 |
| 2022 | "Smoke"            | Sex and Bodies |

#### プロモーショナル・シングル
| 年   | シングル                    | アルバム       |
| ---- | --------------------------- | -------------- |
| 2015 | "You"                       | アルバム未収録 |
| 2018 | "Back Porch Bottle Service" | アルバム未収録 |
| 2019 | "Give You Away"             | アルバム未収録 |
| 2020 | "Love on the Brain"         | アルバム未収録 |

#### デュエット
| 年   | シングル              | 最高位       | アルバム   |
| 年   | シングル              | フィンランド | アルバム   |
| ---- | --------------------- | ------------ | ---------- |
| 2013 | "Clouds" with Redrama | 4            | Reflection |